# Капела Св. Јакоба апостола у Сремским Карловцима
Капела Св. Јакоба апостола у Сремским Карловцима, налази се на гробљу на Магарчевом брегу. Капела је саграђена 1913. године као породична гробница Јакоба и Марије Жагар. 
Обликована је у неоготичком стилу, с раскошним обрађеним улазом, дрвеним торњем, потпорним ступцима, розетом, поткровним венцом и декоративном пластиком.